# Kajima Corporation
Kajima Corporation (鹿島建設株式会社) est une entreprise japonaise du secteur du bâtiment, des travaux publics et de l'architecture. Elle est basée à Tokyo.
En 2009, Kajima Corporation affiche un chiffre d'affaires de 17,7 milliards de dollars et compte 15 189 salariés en 2010. Au 31 mars 2023, elle déclare 8 129 employés.

## Histoire
Kajima Corporation est créée en 1840 par Iwakichi Kajima, l'auteur en 1860 du premier immeuble de style occidental à Yokohama.
L'entreprise réalise le premier barrage en béton du Japon en 1924 (barrage Ohmine), construit le premier réacteur nucléaire japonais en 1957, la ligne du Tokaido Shinkansen à partir de 1959, le premier gratte-ciel du Japon (le Kasumigaseki Building) en 1968, le pont du détroit d'Akashi en 1998.
L'une des filiales de Kajima, Kajima Design, a conçu un grand nombre de gratte-ciel.
En 2005, Kajima Corporation signe la construction de la route Goha Tsion-Dejen et du pont d'Abay en Éthiopie. Kaijima Corporation fait partie d'un consortium de sociétés japonaises qui construisent et livrent le métro de Dubaï en 2009.
En juillet 2014, le consortium japonais COJAAL (composé de six sociétés dont Kajima Corporation) responsable d'une portion de l'Autoroute Est-Ouest en Algérie perd le contrat, accusant un retard de plusieurs dizaines de mois et face à des constructeurs chinois qui ont respecté les calendriers fixés.
En juin 2016, Kajima Corporation annonce son partenariat avec l'Agence d'exploration aérospatiale japonaise (JAXA) pour concevoir des machines capables d'auto-construire en autonomie des bases pour humains sur la lune d'ici 2030, et sur mars d'ici 2040. Kajima utilise déjà ce type de technologie pour ses chantiers "terrestres" (le A4CSEL ou Automated Autonomous Advanced Accelerated Construction System for Safety),.

## Réalisations
Quelques immeubles conçus par Kajima:
| Photo         | Nom                                      | Ville               | Année |
| ------------- | ---------------------------------------- | ------------------- | ----- |
|               | Kasumigaseki Building                    | Tokyo               | 1968  |
| plus d'images | Hotel Merkur, aujourd'hui Westin Leipzig | Leipzig, RDA        | 1981  |
|               | World Business Garden                    | Chiba               | 1991  |
|               | Skyplaza Yukarigaoka West                | Sakura              | 1993  |
|               | Jusco Headquarters Building              | Chiba               | 1994  |
|               | Searea Odaiba Sanbangai Block            | Tokyo               | 1996  |
|               | Hilton Tower Apartments                  | Colombo (Sri Lanka) | 1997  |
|               | Tour NTT DoCoMo Yoyogi                   | Tokyo               | 2000  |
|               | The Tower Nakajima Koen                  | Sapporo             | 2002  |
|               | Shiodome Media Tower                     | Tokyo               | 2003  |
|               | Makuhari Park Tower                      | Chiba               | 2003  |
|               | Tokyo Times Tower                        | Tokyo               | 2004  |
|               | The Umeda Tower                          | Osaka               | 2005  |
|               | Tokyo Prince Hotel Park Tower            | Tokyo               | 2005  |
|               | Grove Tower                              | Tokyo               | 2007  |
|               | Air Tower                                | Tokyo               | 2007  |
|               | Lieto Court Musashi-Kosugi               | Kawasaki            | 2008  |
|               | Sentral Senayan 2                        | Jakarta (Indonésie) | 2008  |
|               | The Kitahama                             | Osaka               | 2009  |
|               | Residence Umeda Laurel Tower             | Osaka               | 2009  |
|               | Grand Mid Towers Omiya                   | Saitama             | 2011  |
|               | Branz Tower Bingomachi                   | Osaka               | 2014  |